# Episodi di Lost in Space (serie televisiva 1965) (prima stagione)
La prima stagione della serie televisiva Lost in Space, composta da 29 episodi, è stata trasmessa dall'emittente televisiva statunitense CBS dal 15 settembre 1965 al 27 aprile 1966. La stagione è tutt'ora inedita in italiano.
| nº | Titolo originale                  | Titolo italiano | Trasmissione USA  | Trasmissione Italia |
| -- | --------------------------------- | --------------- | ----------------- | ------------------- |
| 0  | No Place to Hide                  | inedita         | 24 aprile 1993    | inedita             |
| 1  | The Reluctant Stowaway            | inedita         | 15 settembre 1965 | inedita             |
| 2  | The Derelict                      | inedita         | 22 settembre 1965 | inedita             |
| 3  | Island in the Sky                 | inedita         | 29 settembre 1965 | inedita             |
| 4  | There Were Giants in the Earth    | inedita         | 6 ottobre 1965    | inedita             |
| 5  | The Hungry Sea                    | inedita         | 13 ottobre 1965   | inedita             |
| 6  | Welcome Stranger                  | inedita         | 20 ottobre 1965   | inedita             |
| 7  | My Friend, Mr. Nobody             | inedita         | 27 ottobre 1965   | inedita             |
| 8  | Invaders from the Fifth Dimension | inedita         | 3 novembre 1965   | inedita             |
| 9  | The Oasis                         | inedita         | 10 novembre 1965  | inedita             |
| 10 | The Sky Is Falling                | inedita         | 17 novembre 1965  | inedita             |
| 11 | Wish Upon a Star                  | inedita         | 24 novembre 1965  | inedita             |
| 12 | The Raft                          | inedita         | 1º dicembre 1965  | inedita             |
| 13 | One of Our Dogs Is Missing        | inedita         | 8 dicembre 1965   | inedita             |
| 14 | Attack of the Monster Plants      | inedita         | 15 dicembre 1965  | inedita             |
| 15 | Return from Outer Space           | inedita         | 29 dicembre 1965  | inedita             |
| 16 | The Keeper: Part 1                | inedita         | 12 gennaio 1966   | inedita             |
| 17 | The Keeper: Part 2                | inedita         | 19 gennaio 1966   | inedita             |
| 18 | The Sky Pirate                    | inedita         | 26 gennaio 1966   | inedita             |
| 19 | Ghost in Space                    | inedita         | 2 febbraio 1966   | inedita             |
| 20 | War of the Robots                 | inedita         | 9 febbraio 1966   | inedita             |
| 21 | The Magic Mirror                  | inedita         | 16 febbraio 1966  | inedita             |
| 22 | The Challenge                     | inedita         | 2 marzo 1966      | inedita             |
| 23 | The Space Trader                  | inedita         | 9 marzo 1966      | inedita             |
| 24 | His Majesty Smith                 | inedita         | 16 marzo 1966     | inedita             |
| 25 | The Space Croppers                | inedita         | 30 marzo 1966     | inedita             |
| 26 | All That Glitters                 | inedita         | 6 aprile 1966     | inedita             |
| 27 | The Lost Civilization             | inedita         | 13 aprile 1966    | inedita             |
| 28 | A Change of Space                 | inedita         | 20 aprile 1966    | inedita             |
| 29 | Follow the Leader                 | inedita         | 27 aprile 1966    | inedita             |

## No Place to Hide
- Diretto da: Irwin Allen
- Scritto da: Shimon Wincelberg e Irwin Allen

### Trama
Nell'anno del futuro 1997 la famiglia Robinson, tenuta in animazione sospesa all'interno di capsule criogeniche, lascia la Terra a bordo dell'astronave Gemini 12 e intraprende un viaggio diretto a colonizzare Alfa Centauri. Quando l'astronave incontra un campo di meteoriti, la stessa viene deviata dalla sua rotta e si schianta su un pianeta alieno. Nel dicembre 2001 la famiglia Robinson si risveglia dal sonno criogenico con un certo ritardo e si sistema per un periodo di sei mesi sul pianeta, di cui ne fa la propria casa. Ma si sta avvicinando un rigido inverno e devono migrare verso sud. Viaggiando sul loro "carro" fuoristrada, la famiglia incontra spaventosi mostri ciclopici, sopravvive a un mare in tempesta ed esplora la grotta di un'antica civiltà. Alla fine approda a una regione tropicale e allestisce un accampamento, ma a sua insaputa la famiglia viene osservata da una coppia di alieni umanoidi.
- Guest star: Don Forbes (presentatore televisivo), Ford Rainey (Il Presidente), Lamar Lundy (Il gigante)
- I personaggi del Dr. Smith e del Robot B-9 non compaiono nel pilota originale.
- Molto del materiale girato per il pilota è stato riutilizzato nei primi cinque episodi della serie ufficiale.
- L'astronave Gemini 12 verrà poi ribatezzata Jupiter 2 nella serie ufficiale.
- L'episodio pilota, qui inserito con numero 0, non è stato trasmesso all'epoca della prima messa in onda della serie, né nelle successive replice in syndication. È stato messo in onda per la prima volta nel 1993 e successivamente inserito nei cofanetti in home video della serie distribuiti in formato DVD e Blu-ray. L'episodio è stato poi colorato e inserito come contenuto extra nel cofanetto home video in formato Blu-ray della prima stagione della serie Lost in Space di Netflix del 2018, pubblicato il 4 giugno 2019.

## The Reluctant Stowaway
- Diretto da: Anton M. Leader
- Scritto da: S. Bar-David

### Trama
Il 16 ottobre 1997, verso le 8 di sera, la famiglia Robinson parte da Cape Kennedy, in Florida, a bordo dell'astronave Jupiter 2 per colonizzare Alfa Centauri. Il Dr. Zachary Smith, che lavora come spia per un governo straniero, ha lo scopo di sabotare la missione e perciò manomette il robot di controllo ambientale B-9 per distruggere i sistemi di controllo della nave entro poche ore dal decollo. Gli eventi portano Smith a rimanere intrappolato a bordo della nave condannata, che incontra una tempesta di meteoriti e devia di anni luce dalla rotta. Il robot si attiva e provoca ulteriori danni prima di poter essere fermato. Più tardi, John Robinson cerca di riparare i sensori dell'astronave, ma deve uscire dal veicolo per effettuare le riparazioni. Si libera e sua moglie Maureen esce per aiutarlo.
- Guest star: Hoke Howell (Sgt. Rogers)
- Questo episodio è il primo pilota regolare della serie.
- Nel 1966 l'episodio è stato candidato a un Emmy Award per la migliore fotografia.[1]

## The Derelict
- Diretto da: Alexander Singer
- Scritto da: Bar-David e Peter Packer

### Trama
Maureen salva il marito e lui ripara la nave, ma una cometa in avvicinamento riscalda lo scafo della Jupiter 2 e la porta del portello si blocca. Il maggiore West forza la porta e salva la coppia. Poi la famiglia trova una grande nave aliena che inghiotte la Jupiter 2. Il professore, West e il Dr. Smith esplorano la nave e cercano di capire il sistema di navigazione avanzato del velivolo nella speranza di localizzare la Terra. Smith si avventura da solo, credendo che la nave appartenga ai suoi datori di lavoro del governo straniero. Nel frattempo, il giovane Will Robinson si avventura sulla nave aliena e incontra una creatura aliena. Smith inciampa su Will che cerca di comunicare con l'alieno ma gli spara frettolosamente con una pistola laser. Appaiono altri alieni e le creature furiose inseguono tutti fino alla Jupiter 2 che si fa strada fuori dalla nave aliena per mettersi in salvo.
- Guest star: Richard Basehart (Registratore vocale che legge Shakespeare), Dawson Palmer (Creatura bolla)

## The Keeper: Part 1
- Diretto da: Sobey Martin
- Scritto da: Barney Slater

### Trama
Il Dr. Smith cade in trance e cammina in una gabbia di vetro dove arreiva un mostro ad attaccarlo. Un uomo misterioso appare all'improvviso e teletrasporta via la creatura. Più tardi l'uomo si avvicina ai Robinson e si identifica come "Il Custode" (in inglese The Keeper), un collezionista di esemplari di creature provenienti da tutta la galassia. Diventa presto chiaro che The Keeper ha intenzione di aggiungere due membri della famiglia Robinson alla sua collezione quando chiede a Don West e a Judy Robinson di andare con lui. Il Dr. Smith, tuttavia, chiede all'alieno un passaggio sulla Terra dove potrà trovare tutti gli umani che desidera, ma Il Custode non si dimostra interessato e punta gli occhi solo su Will e Penny. Utilizzando il potere ipnotizzante di uno strano bastone, Il Custode cerca di attirare i due nelle gabbie sulla sua astronave.
- Guest star: Michael Rennie (Il Custode)

## The Keeper: Part 2
- Diretto da: Harry Harris
- Scritto da: Barney Slater

### Trama
Il Dr. Smith e B-9 si intrufolano a bordo della nave del Custode, dove il Dr. Smith manomette i sistemi di controllo e libera inconsapevolmente un'orda di mostri che scappano sul pianeta. Furioso, Il Custode chiede ai Robinson di consegnare Will e Penny, altrimenti lascerà le sue creature libere di farli a pezzi. Sia John che Maureen Robinson, così come Don West e Judy Robinson, si offrono al loro posto, ma Il Custode li rifiuta. Il Custode viene ferito durante la fuga del suo mostro più orribile e i Robinson vengono lasciati a occuparsi della bestia da soli.
- Guest star: Michael Rennie (Il Custode)